# Paleolitic mijlociu (Africa)

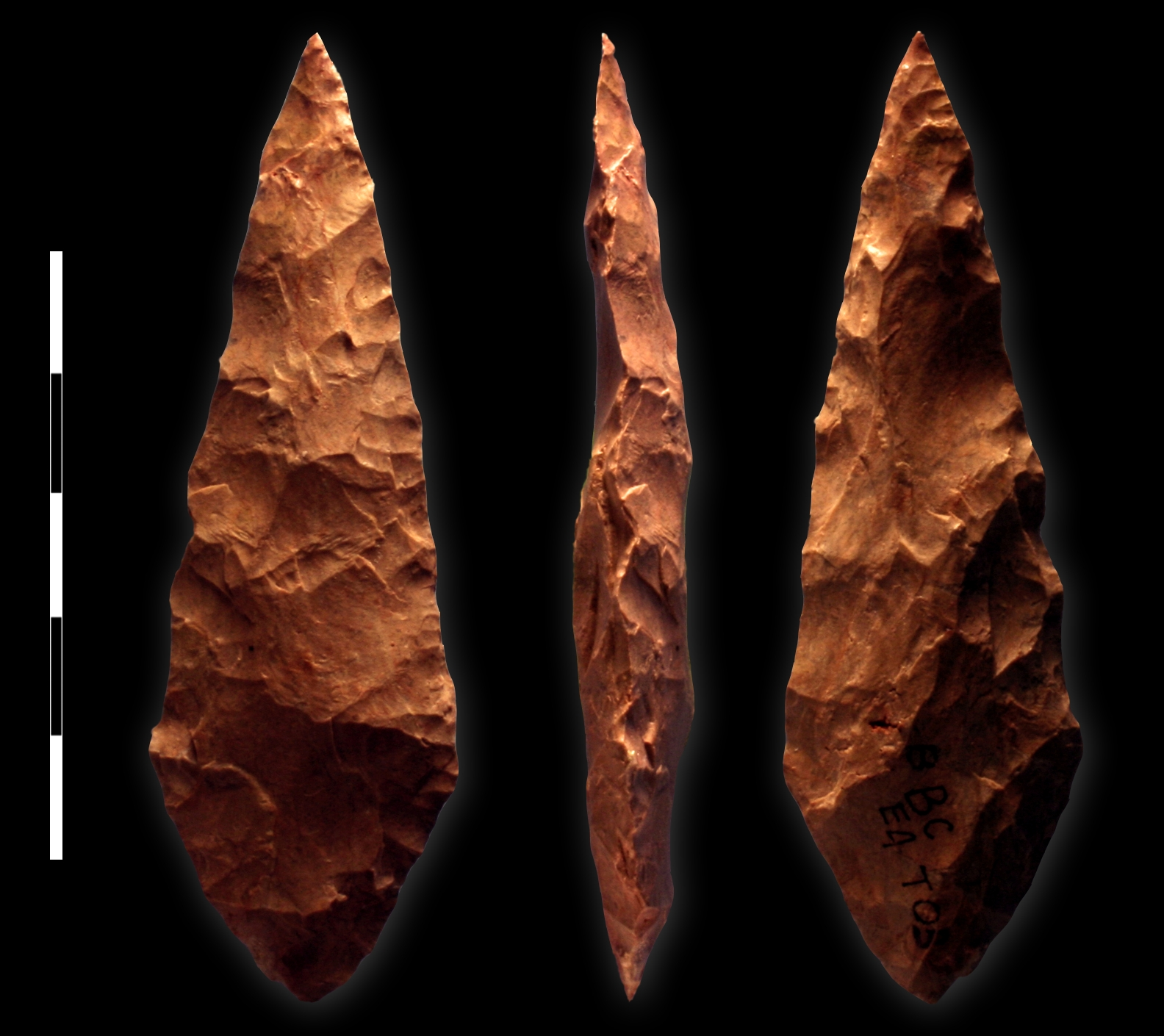
Unealtă de piatră, din paleoliticul mijlociu, găsită la Blombos Cave, fotografiată din trei unghiuri diferite

Paleoliticul mijlociu  a fost o perioadă din preistoria Africii situată între paleoliticul timpuriu și paleoliticul târziu. Perioada este considerată, în general, a fi început cu circa 280.000 de ani în urmă și se fi terminat în urmă cu 50,000 – 25.000 de ani. Totuși, începuturile anumitor instrumente de piatră din paleoliticul mijlociu își au originile în urmă cu 550.000 – 500.000 de ani în urmă și, ca atare, unii cercetători consideră că acesta este începutul acestei ere.
Paleoliticul mijlociu (african) este adesea confundat cu termenul aproape sinonim al paleoliticului mediu al Europei, mai ales datorită cvasi-contemporaneității a celor două perioade de timp. Principala deosebire constă în populațiile umane complet diferite (hominini contemporani, dar specii diferite) care constituie obiectul studiului celor două perioade intermediare ale celor două tipuri diferite de paleolitic.
Astfel, paleoliticul mediu european studiază oamenii de Neanderthal (Homo neanderthalensis), în timp ce paleoliticul mijlociu african studiază alte populații, din moment ce Omul de Neanderthal nu a trăit decât în Europa. În plus, cercetările arheologice actuale din Africa au adus multe dovezi care sugerează că atât comportamentul uman modern cât și cunoașterea au început să se dezvolte mult mai devreme în Africa, în timpul paleoliticului mijlociu african decât fusese în Europa, în timpul paleoliticului mediu european.
În esență, ambele „tipuri” de paleolitic intermediar, cel african (Paleoliticul mijlociu) și cel european (Paleoliticul mediu) sunt asociate cu oameni moderni (Homo sapiens), dar și cu precursorii arhaici ai lui Homo sapiens, adesea denumiți sub categoria comună de Homo helmei. Evidențe fizice timpurii, care susțin cele de mai sus, vin din Etiopia, din situl de la Gademotta, din Kenya, din situl Kapthurin și din Africa de Sud, din situl Kathu Pan.

## Dezvoltare regională
Există situri arheologice, referitoare la paleoliticul mijlociu pe întreg continentul african, împărțite în mod convențional în cinci regiuni: Nordul Africii, cuprinzând părți din țările moderne Maroc, Algeria, Tunisia și Libia, Estul Africii, care se întinde aproximativ de la zonele înalte ale Etiopiei până în partea de sud a Kenyei, Africa Centrală, care se întinde de la granițele Tanzaniei și Kenyei, până a include Angola și, cea de-a cincea, toată Africa de Sud, care include numeroasele situri de peșteri din Africa de Sud și Africa de Vest.
În nordul și vestul Africii, ciclurile umed-uscate ale deșertului modern Sahara au condus la situri arheologice fructuoase, urmate de un sol complet steril și invers. Conservarea în aceste două regiuni poate varia, dar siturile care au fost descoperite documentează natura adaptativă a oamenilor timpurii la medii climatice instabile.
Africa de Est reprezintă una din regiunile cu cele dintre cele mai sigure date, datorită utilizării datării cu radiocarbon pe depozitele de cenușă vulcanică, precum și a unora dintre cele mai vechi situri MSA. Conservarea faunistică, însă, nu este spectaculoasă, iar standardizarea în săpăturile sitului și clasificarea litică au lipsit, până de curând. Spre deosebire de nordul Africii, schimbările între tehnologiile litice nu au fost atât de pronunțate, probabil din cauza condițiilor climatice mai favorabile care ar fi permis o ocupare mai continuă a siturilor. Central Africa reflects similar patterning to eastern Africa, yet more archaeological research of the region is certainly required.

## Situri

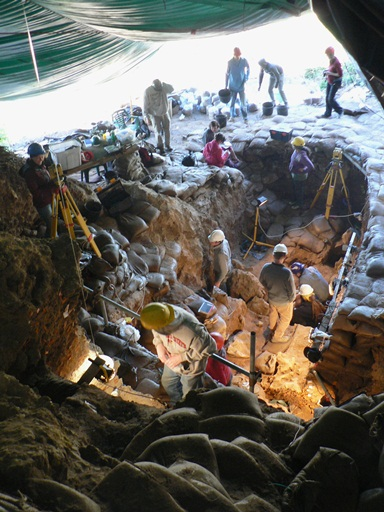
Excavații la Pinnacle Point, Africa de Sud

Numeroase situri din Africa de Sud reflectă cele patru caracteristici ale modernității comportamentale. Situl de la Blombos Cave (Peștera Blombos), Africa de Sud conține ornamente personale și ceea ce se presupune a fi instrumentele folosite pentru producerea de imagini artistice, precum și unelte osoase.
Siturile de la Still Bay și Howieson's Poort conțin tehnologii variate de obținere a uneltelor. Aceste tipuri diferite de ansambluri, permit cercetătorilor să extrapoleze comportamente, care ar fi probabil asociate cu astfel de tehnologii, cum ar fi schimbări în obiceiurile de a mânca, determinate de accesul la hrană, care sunt susținute în continuare de datele faunei de la aceste situri.
- Blombos Cave, Africa de Sud[9]
- Klasies River Caves, Africa de Sud
- Sibudu Cave, Africa de Sud[10]
- Diepkloof Rock Shelter, Africa de Sud
- Pinnacle Point, Africa de Sud
- Border Cave, Africa de Sud[11]
- Bambata Cave, Africa de Sud[12]
- Mossel Bay, Africa de Sud[12]
- Mumba Cave, Tanzania
- Mumbwa Caves, Zambia
- Laminia and Saxomununya, Senegal